# Новая (Измалковский район)
Новая — деревня в Измалковском районе Липецкой области.
Входит в состав Лебяженского сельсовета.

## География
Новая находится на правом берегу реки Полевые Локотцы.
Рядом с деревней проходит просёлочная дорога.

## Население
| 2010 |
| ---- |
| 6    |